# Polona Hercog
Polona Hercog (ur. 20 stycznia 1991 w Mariborze) – słoweńska tenisistka.

## Kariera tenisowa
Polona Hercog i Jessica Moore są mistrzyniami gry podwójnej dziewcząt podczas wielkoszlemowych French Open 2008 i Wimbledonu 2008. W Paryżu pokonały Lesley Kerkhove i Arantxę Rus, a w Londynie wygrały z Isabellą Holland i Sally Peers.
W 2010 roku osiągnęła finał zawodów rangi WTA Tour w Acapulco. W ostatnim meczu uległa Venus Williams 6:2, 2:6, 3:6. Na początku lipca 2011 odniosła pierwsze zwycięstwo turniejowe w grze pojedynczej – w finale w Båstad pokonała Johannę Larsson 6:4, 7:5. Tydzień później przegrała wynikiem 3:6, 2:6 z Anabel Mediną Garrigues w meczu mistrzowskim rozgrywek w Palermo. W następnym sezonie obroniła tytuł z Båstad. W finale zwyciężyła z Mathilde Johansson 0:6, 6:4, 7:5.
W grze podwójnej swój pierwszy finał rozgrywek WTA Tour osiągnęła w Stambule w 2008 roku. Razem z Mariną Erakovic przegrały z parą Jill Craybas–Wolha Hawarcowa 1:6, 2:6. W lutym 2010 roku wspólnie z Barborą Záhlavovą-Strýcovą pokonały Sarę Errani i Robertę Vinci 2:6, 6:1, 10–2 w meczu finałowym w Acapulco. We wrześniu tego roku triumfowała w parze z Julią Görges w zawodach w Seulu, pokonując 6:3, 6:4 debel Natalie Grandin–Vladimíra Uhlířová.
Słowenka zwyciężyła w dziewiętnastu turniejach rangi ITF w grze pojedynczej oraz pięciu w grze podwójnej.

## Historia występów wielkoszlemowych
Legenda
     W, wygrany turniej
     F, przegrana w finale
     SF, przegrana w półfinale
     QF, przegrana w ćwierćfinale
     xR, przegrana w x rundzie
     Qx, przegrana w x rundzie kwalifikacji
     A, brak startu
     NH, turniej nie odbył się

### Występy w grze pojedynczej
| Australian Open        | A   | A   | A   | A  | 2R | 1R | 1R | 1R | 1R | 2R | 1R  | A   | 1R | 1R | 2R | 1R  | A   | A   | A   | Q1 | 0 / 11 | 3 – 11  |  |  |  |  |  |
| French Open            | A   | A   | A   | 2R | 3R | 2R | 1R | Q2 | 2R | 2R | 2R  | Q2  | 1R | 3R | 2R | 3R  | A   | Q2  | Q1  |    | 0 / 11 | 12 – 11 |  |  |  |  |  |
| Wimbledon              | A   | A   | A   | Q2 | 1R | 2R | 1R | Q2 | 2R | 1R | 1R  | 3R  | 1R | 3R | NH | 1R  | A   | Q1  | Q2  |    | 0 / 10 | 6 – 10  |  |  |  |  |  |
| US Open                | A   | A   | Q1  | 1R | 1R | 2R | 1R | 1R | 2R | 2R | 1R  | Q2  | 1R | 1R | A  | 1R  | A   | A   | A   |    | 0 / 11 | 3 – 11  |  |  |  |  |  |
|                        |     |     |     |    |    |    |    |    |    |    |     |     |    |    |    |     |     |     |     |    |        |         |  |  |  |  |  |
| Ranking na koniec roku | 717 | 345 | 243 | 71 | 48 | 36 | 80 | 66 | 95 | 71 | 139 | 102 | 82 | 49 | 52 | 135 | 390 | 327 | 242 |    | 0 / 43 | 24 – 43 |  |  |  |  |  |

### Występy w grze podwójnej
| Australian Open        | A | A   | A   | A   | 1R | 1R | 3R  | 1R  | A    | A    | 1R  | A | A   | A    | A    | A   | A | A | A |  | 0 / 5  | 2 – 5  |  |  |  |  |  |
| French Open            | A | A   | A   | A   | 1R | 1R | 1R  | A   | 1R   | A    | A   | A | 1R  | 1R   | A    | 2R  | A | A | A |  | 0 / 7  | 1 – 7  |  |  |  |  |  |
| Wimbledon              | A | A   | A   | A   | 1R | A  | A   | A   | A    | A    | 1R  | A | 1R  | A    | NH   | A   | A | A | A |  | 0 / 3  | 0 – 3  |  |  |  |  |  |
| US Open                | A | A   | A   | 1R  | 3R | 2R | 1R  | 3R  | A    | 1R   | A   | A | A   | A    | A    | 1R  | A | A | A |  | 0 / 7  | 5 – 7  |  |  |  |  |  |
|                        |   |     |     |     |    |    |     |     |      |      |     |   |     |      |      |     |   |   |   |  |        |        |  |  |  |  |  |
| Ranking na koniec roku | – | 374 | 173 | 115 | 59 | 93 | 220 | 164 | 1103 | 1131 | 900 | – | 900 | 1207 | 1269 | 485 | – | – | – |  | 0 / 22 | 8 – 22 |  |  |  |  |  |

### Występy w grze mieszanej
| Australian Open | A | A | A | A | A | A  | 1R | A | A | A | A | A | A | A | A  | A | A | A | A |  | 0 / 1 | 0 – 1 |  |  |  |  |  |
| French Open     | A | A | A | A | A | A  | A  | A | A | A | A | A | A | A | NH | A | A | A | A |  | 0 / 0 | 0 – 0 |  |  |  |  |  |
| Wimbledon       | A | A | A | A | A | 1R | A  | A | A | A | A | A | A | A | NH | A | A | A | A |  | 0 / 1 | 0 – 1 |  |  |  |  |  |
| US Open         | A | A | A | A | A | A  | A  | A | A | A | A | A | A | A | NH | A | A | A | A |  | 0 / 0 | 0 – 0 |  |  |  |  |  |
|                 |   |   |   |   |   |    |    |   |   |   |   |   |   |   |    |   |   |   |   |  |       |       |  |  |  |  |  |
|                 |   |   |   |   |   |    |    |   |   |   |   |   |   |   |    |   |   |   |   |  | 0 / 2 | 0 – 2 |  |  |  |  |  |

## Finały turniejów WTA
| Legenda                     | Legenda |
| --------------------------- | ------- |
| Wielki Szlem                |         |
| Igrzyska olimpijskie        |         |
| WTA Tour Championships      |         |
| 1988 – 2008                 |         |
| Kategoria I                 |         |
| Kategoria II                |         |
| Kategoria III               |         |
| Kategoria IV                |         |
| Kategoria V                 |         |
| 2009 – 2020                 |         |
| WTA Premier Mandatory       |         |
| WTA Premier 5               |         |
| WTA Premier                 |         |
| WTA International Series    |         |
| WTA 125K series (2012–2020) |         |

### Gra pojedyncza 6 (3–3)
| Końcowy wynik | Nr | Data             | Turniej  | Nawierzchnia | Przeciwniczka           | Wynik finału  |
| ------------- | -- | ---------------- | -------- | ------------ | ----------------------- | ------------- |
| Finalistka    | 1. | 27 lutego 2010   | Acapulco | Ceglana      | Venus Williams          | 6:2, 2:6, 3:6 |
| Zwyciężczyni  | 1. | 9 lipca 2011     | Båstad   | Ceglana      | Johanna Larsson         | 6:4, 7:5      |
| Finalistka    | 2. | 17 lipca 2011    | Palermo  | Ceglana      | Anabel Medina Garrigues | 3:6, 2:6      |
| Zwyciężczyni  | 2. | 22 lipca 2012    | Båstad   | Ceglana      | Mathilde Johansson      | 0:6, 6:4, 7:5 |
| Finalistka    | 3. | 29 kwietnia 2018 | Stambuł  | Ceglana      | Pauline Parmentier      | 4:6, 6:3, 3:6 |
| Zwyciężczyni  | 3. | 14 kwietnia 2019 | Lugano   | Ceglana      | Iga Świątek             | 6:3, 3:6, 6:3 |

### Gra podwójna 3 (2–1)
| Końcowy wynik | Nr | Data             | Turniej  | Nawierzchnia | Partnerka                  | Przeciwniczki                      | Wynik finału   |
| ------------- | -- | ---------------- | -------- | ------------ | -------------------------- | ---------------------------------- | -------------- |
| Finalistka    | 1. | 19 maja 2008     | Stambuł  | Ceglana      | Marina Erakovic            | Jill Craybas Wolha Hawarcowa       | 1:6, 2:6       |
| Zwyciężczyni  | 1. | 28 lutego 2010   | Acapulco | Ceglana      | Barbora Záhlavová-Strýcová | Sara Errani Roberta Vinci          | 2:6, 6:1, 10–2 |
| Zwyciężczyni  | 2. | 26 września 2010 | Seul     | Twarda       | Julia Görges               | Natalie Grandin Vladimíra Uhlířová | 6:3, 6:4       |

## Finały turniejów WTA 125K series

### Gra pojedyncza 1 (0–1)
| Końcowy wynik | Nr | Data           | Turniej | Nawierzchnia | Przeciwniczka | Wynik finału |
| ------------- | -- | -------------- | ------- | ------------ | ------------- | ------------ |
| Finalistka    | 1. | 5 czerwca 2016 | Bol     | Ceglana      | Mandy Minella | 2:6, 3:6     |

## Finały wielkoszlemowych turniejów juniorskich

### Gra podwójna (2)
| Końcowy wynik | Rok  | Turniej     | Nawierzchnia | Partnerka     | Przeciwniczki                | Wynik finału   |
| Zwyciężczyni  | 2008 | French Open | Ceglana      | Jessica Moore | Lesley Kerkhove Arantxa Rus  | 5:7, 6:1, 10–7 |
| Zwyciężczyni  | 2008 | Wimbledon   | Trawiasta    | Jessica Moore | Isabella Holland Sally Peers | 6:3, 1:6, 6:2  |